# Заботин, Иван Петрович
Иван Петрович Заботин (26 сентября (9 октября) 1908, Санкт-Петербург, Санкт-Петербургская губерния, Российская империя — 17 марта 1955, Казань, Татарская АССР, РСФСР, СССР) — советский инженер-строитель, писатель. Больше всего известен как автор романа о Н. И. Лобачевском.

## Биография
Иван Петрович Заботин родился 26 сентября (9 октября) 1908 года в Санкт-Петербурге. Из семьи крестьянина-пролетария, который оставил тяжёлую жизнь в деревне и приехал в большой город с целью заработка, дослужившись до приказчика. Мать скончалась преждевременно от чахотки. Демобилизовавшись из Красной Армии после гражданской войны, в 1919 году отец Заботина поселился в Казани, привезя с собой 10-летнего сына, которого определил в школу. Окончив среднюю школу для мальчиков, в 1925 году поступил в Казанский лесотехнический институт, откуда выпустился в 1930 году с дипломом инженера-строителя. После получения образования был направлен прорабом на строительство гидротехнических сооружений в Авиастрой, начав трудовую деятельность. В дальнейшем также окончил конструкторское отделение Московского института заочного технического образования.
Работал на строительстве мостов, плотин, промышленных объектов, занимал ряд ответственных должностей в строительных организациях и на крупных промышленных предприятиях республики, возглавлял строительный отдел Казанского городского Совета депутатов трудящихся, в годы Великой Отечественной войны работал на оборонных предприятиях, в частности, был главным инженером отдела капитального строительства Казанского авиационного завода имени С. П. Горбунова.
В 1946 году вступил в коммунистическую партию. В 1947 году перешёл на работу литературным консультантом в Союз советских писателей Татарcкой АССР, а в 1947—1955 годах руководил секцией русских писателей при нём. Является автором сборников рассказов для детей «Наш детский сад» (1952), «Сказание об орлах» (1953), романа «Лобачевский» (1953), «Скоро в школу» (1958). В 1954 году стал членом Союза писателей СССР.
Иван Петрович Заботин скончался преждевременно 17 марта 1955 года в Казани в возрасте 46 лет после тяжёлой продолжительной болезни. Некролог вышел в газете «Советская Татария». Похоронен на Арском кладбище, рядом с Н. И. Лобачевским. На могиле установлен надгробный памятник в виде бюста писателя.

## Очерк творчества
Интересоваться литературой Заботин начал ещё в студенческие годы, первый свой рассказ посвятил самоотверженному труду гидротехников. Став строителем, он не оставил писательской работы, продолжил интересоваться литературой, вёл дневник, куда записывал свои жизненные наблюдения, впечатления и раздумья. В итоге, в 1943 году Заботин начал работу над романом «Великий перелом» (в первоначальном варианте — «Инженеры»), для которого на протяжении долгих лет собирал большой фактический материал. Задумав роман как широкое художественное полотно, он предпринял попытку на примере одной советской семьи показать образы своих современников, их жизнь и быт, рассказать о трудовой инициативе как всего советского народа, так и каждого человека, о борьбе за индустриализацию страны, о великих стройках, новых городах и рабочих посёлках, промышленных сооружениях эпохи. В дальнейшем работа над романом была прервана, он остался вчерне. Первые рассказы Заботина появились в 1947 году в альманахе «Литературный Татарстан», в дальнейшем он активно публиковался со своими рассказами и очерками о героях своего времени в различных газетах и журналах, как то «Великий химик», «Над развалинами», «Расправа», «Становление человека», и многими другими. Первую книгу выпустил в 1952 году — это был сборник рассказов для детей под названием «Наш детский сад».
Одновременно, Заботин начал собирать материал о жизни и деятельности учёного Н. И. Лобачевского, занявшись исследованием архивных документов, изучив как историческую литературу, так и труды по неевклидовой геометрии. Первое издание романа под названием «Лобачевский» вышло в свет в 1953 году. По отзывам критики, Заботину удалось правдиво и убедительно с художественной точки зрения отразить одну из важных вех в истории развития русской науки, создать запоминающийся образ великого учёного-патриота, получивший высокую оценку читателя. В романе, как указывалось критикой, проявились его зрелое художественное мастерство, исключительное трудолюбие, богатый жизненный опыт, разносторонние познания, а сам Заботин вскоре стал одним из лучших писателей Татарии, благодаря глубокому изучению лучших образцов русской, советской и зарубежной художественной литературы, техники писательского мастерства, теории литературного творчества. «Лобачевский» принёс Заботину широкую известность и популярность, переиздавался в дальнейшем несколько раз, в том числе вышел в Москве в издательстве «Молодая гвардия» с предисловием профессора П. К. Рашевского.
Успешно работал в области детской литературы, в 1953 году выпустил второй сборник рассказов для детей «Сказание об орлах». Много работал в области художественного перевода, в частности, перевёл на русский язык ряд произведений татарских писателей — сборник рассказов «Без бәләкәй чакларда» («В далёком детстве») М. Гафури, пьеса «Миңнекамал» («Минникамал») М. Амира, пьесы «Үги кыз» («Падчерица») и «Серләр» («Тайны») А. Ахмета, повесть «Җәй башы» («Начало лета») Ф. Хусни, сборник «Хикәяләр» («Рассказы», 1952) и повесть «Акчарлаклар» (Чайки, 1952) Ш. Камала. В 1958 году посмертно вышел детский сборник «Скоро в школу». В советское время указывалось, что Заботин широко известен не только в республике, но и за её пределами, однако ныне его имя ни о чём не говорит.

## Память

Могила Заботина, 2021 год

Решением Казанского городского исполнительного комитета в 1955 году именем Заботина была названа улица в Ленинском районе у остановки «Соцгород». Постановлением Совета министров Татарской АССР в 1959 году могила Заботина была признана памятником истории регионального значения.

## Личная жизнь
Сын — Ярослав (1930—2012), математик, доктор физико-математических наук (1975), профессор (1980), заслуженный деятель науки ТССР (1991), заслуженный работник высшей школы РФ (2004).